# Supercopa d'Europa de futbol 1980
La Supercopa d'Europa 1980 es va disputar a doble partit entre el campió de la Recopa d'Europa 1979-1980 i el campió de la Copa d'Europa 1979-1980. Aquests eren el València CF i el Nottingham Forest. Una dada important de recordar és que el títol de Supercopa d'Europa no l'havia aconseguit encara cap equip dels Països Catalans.

## Partit d'anada
El partit d'anada es va disputar el 25 d'octubre de 1980 en l'estadi City Ground (Nottingham) propietat de l'equip anglès. El resultat final va ser 2-1 a favor de l'equip local.

### Detalls del partit
| Nottingham Forest       | 2 – 1 | València CF      |
| ----------------------- | ----- | ---------------- |
| Bowyer 59' · Bowyer 89' |       | Darío Felman 46' |

 City Ground, Nottingham
| NOTTINGHAM FOREST:                                   |  |                |           |
|                                                      |  |                |           |
| PO                                                   |  | Peter Shilton  |           |
| DF                                                   |  | Viv Anderson   | Amonestat |
| DF                                                   |  | Stuart Gray    |           |
| DF                                                   |  | John McGovern  |           |
| DF                                                   |  | Larry Lloyd    | Amonestat |
| CC                                                   |  | Kenny Burns    |           |
| CC                                                   |  | Ian Bowyer     |           |
| CC                                                   |  | Peter Ward     | 76'       |
| CC                                                   |  | Gary Mills     |           |
| DV                                                   |  | Ian Wallace    |           |
| DV                                                   |  | John Robertson | Amonestat |
| Substitucions:                                       |  |                |           |
| DV                                                   |  | Raimondo Ponte | 76'       |
| Entrenador:                                          |  |                |           |
| Brian Clough Home del partit: Arbitre: Alexis Ponnet |  |                |           |

| VALÈNCIA CF: |  |                   |     |     |
|              |  |                   |     |     |
| PO           |  | Carlos Pereira    |     |     |
| DF           |  | Ricardo Arias     |     |     |
| DF           |  | Ángel Castellanos | 41' |     |
| DF           |  | Daniel Solsona    |     |     |
| DF           |  | Javier Subirats   |     |     |
| CC           |  | Fernando Morena   |     |     |
| CC           |  | Pepe Carrete      | 76' |     |
| CC           |  | Manuel Botubot    |     |     |
| CC           |  | José Cerveró      |     |     |
| DV           |  | Enrique Saura     |     |     |
| DV           |  | Darío Felman      |     | 86' |
| Substituts:  |  |                   |     |     |
| DV           |  | Orlando Jiménez   |     | 86' |
| Entrenador:  |  |                   |     |     |
| Pasieguito   |  |                   |     |     |

## Partit de tornada
El partit de tornada es va jugar en l'Estadi Luis Casanova (València) el 17 de desembre de 1980.
El resultat final del partit va ser d'1-0 en el marcador. El València CF es proclamava campió de la Supercopa d'Europa a causa del valor doble dels gols en camp contrari.

### Detalls del partit
| València CF         | 1 – 0 | Nottingham Forest |
| ------------------- | ----- | ----------------- |
| Fernando Morena 51' |       |                   |

 Estadi Luis Casanova, València
| VALÈNCIA CF:                                |  |                   |  |
|                                             |  |                   |  |
| PO                                          |  | José M. Sempere   |  |
| DF                                          |  | Ricardo Arias     |  |
| DF                                          |  | Miguel Tendillo   |  |
| DF                                          |  | Ángel Castellanos |  |
| DF                                          |  | Daniel Solsona    |  |
| CC                                          |  | Javier Subirats   |  |
| CC                                          |  | Mario Kempes      |  |
| CC                                          |  | Fernando Morena   |  |
| CC                                          |  | Manuel Botubot    |  |
| DV                                          |  | José Cerveró      |  |
| DV                                          |  | Enrique Saura     |  |
| Entrenador:                                 |  |                   |  |
| Pasieguito Home del partit: Arbitre: Wöhrer |  |                   |  |

| NOTTINGHAM FOREST: |  |                |           |
|                    |  |                |           |
| PO                 |  | Peter Shilton  |           |
| DF                 |  | Viv Anderson   |           |
| DF                 |  | Bryn Gunn      |           |
| DF                 |  | John McGovern  |           |
| DF                 |  | Larry Lloyd    |           |
| CC                 |  | Kenny Burns    |           |
| CC                 |  | Martin O'Neill | Amonestat |
| CC                 |  | Raimondo Porte |           |
| CC                 |  | Trevor Francis |           |
| DV                 |  | Ian Wallace    |           |
| DV                 |  | Colin Walsh    |           |
| Entrenador:        |  |                |           |
| Brian Clough       |  |                |           |

| Supercopa d'Europa 1980  |
| ------------------------ |
| País Valencià            |
| València CF Primer títol |